# 哈羅德·H·西華德
哈羅德·赫爾伯特·西華德（英語：Harold H. Seward，1930年7月24日—2012年6月19日）是一名美國計算機科學家、工程師和發明家。1954年，西華德在麻省理工學院開發了基數排序和計數排序算法。他也參與旋風計算機的研製，並開發為阿波羅太空船和北極星飛彈導引系統提供動力的儀器